# Chris Lee (Politiker, 1964)

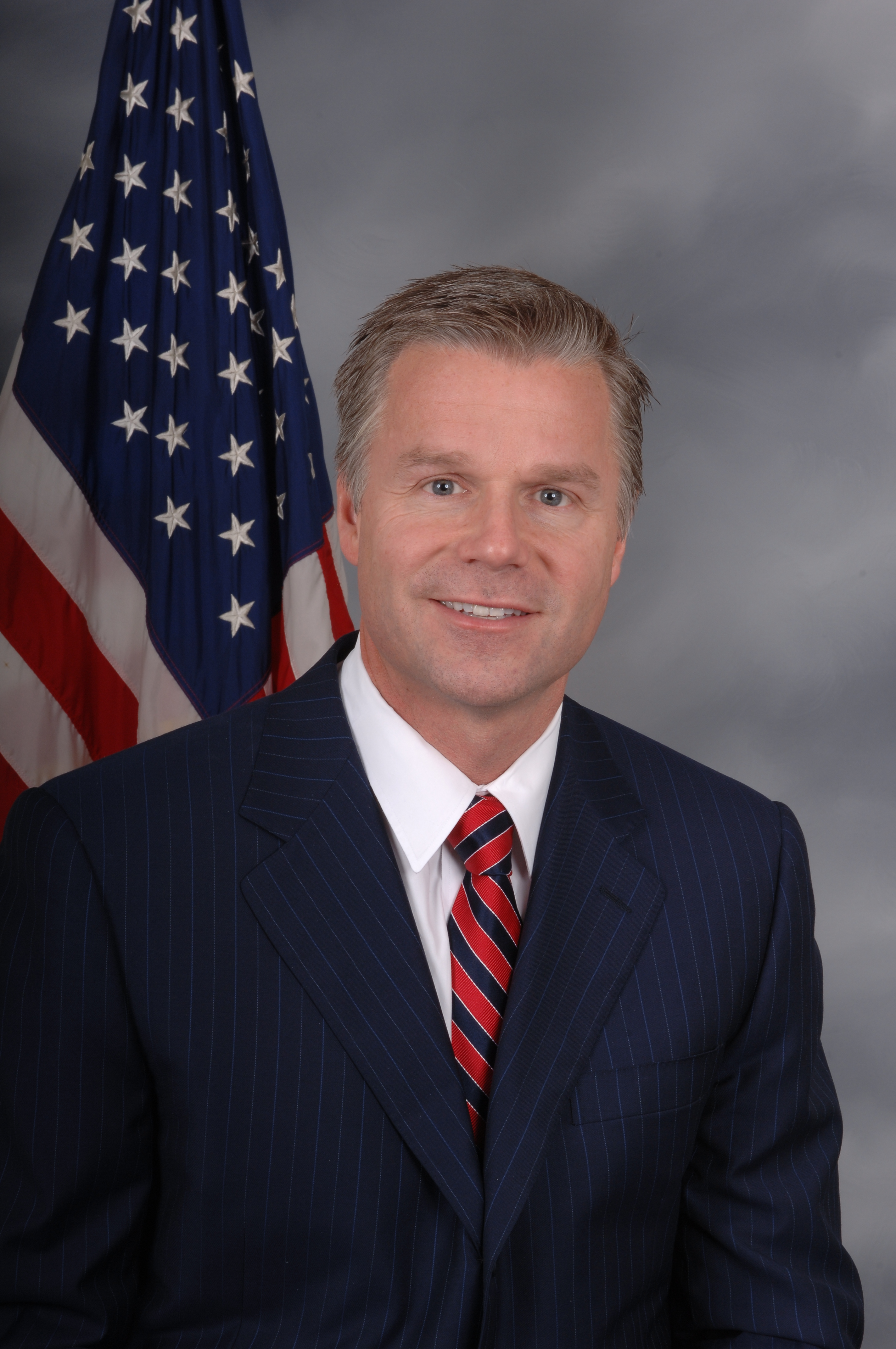
Chris Lee

Christopher John „Chris“ Lee (* 1. April 1964 in Kenmore, Erie County, New York) ist ein US-amerikanischer Politiker der Republikanischen Partei. Er war von 2009 bis 2011 Mitglied des Repräsentantenhauses der Vereinigten Staaten für den 26. Kongressdistrikt des Bundesstaates New York.

## Biografie
Chris Lee wuchs in Tonawanda auf. Seinen Bachelor in Wirtschaft und Finanzen erhielt er an der University of Rochester, seinen Master of Business Administration daran folgend an der Chapman University in Orange. Bevor er ins US-Repräsentantenhaus gewählt wurde, war er in verschiedenen Berufen in der freien Wirtschaft tätig.
Sein Vorgänger als Vertreter des 26. Distrikts war Thomas M. Reynolds. Lee setzte sich bei den Wahlen 2008 mit 55 % der Stimmen gegen seine Gegenkandidaten durch. Bei den Wahlen 2010 konnte er seinen Sitz mit 74 % der Stimmen verteidigen. Im Committee on Financial Services war er eines der Mitglieder. Am 9. Februar 2011 trat er aufgrund einer Affäre-Anbahnung im Internet zurück. Die Nachwahl um sein Mandat entschied am 24. Mai 2011 überraschend die Demokratin Kathy Hochul für sich.
Mit seiner Frau Michele lebt er in Clarence. Er ist protestantischen Glaubens.